# 特拉法加廣場
特拉法加廣場（英語：Trafalgar Square）是英國大倫敦西敏市的广场，也是一处著名旅游景点，建于1844年。
广场南端是伦敦传统意义上的中心点查灵十字，再往南是政府办公区白厅，通向国会大厦，西南是水师提督门，背后是通往白金汉宫的仪仗道林荫路。广场北面是国家美术馆。广场四周还有圣马田教堂，和加拿大，南非和马来西亚等英联邦国的高級專員署（英联邦国家互派的大使级代表处）。过去广场四周有街道环绕。近年北边的街道被封，改为人行道，改善了广场的交通和环境。
广场最突出的标志是南端的納爾遜紀念柱，高53公尺。此碑纪念着拿破仑战争中的海军上将，英国民族英雄霍雷肖·納爾遜。柱顶是将军的銅像。柱底四周是四只巨型銅獅。柱基四周是記念拿破仑战争各次戰役的浮雕。广场中部是两个花形喷水池。广场北端是台阶。广场四角上有四个雕塑基座；国家美术馆前另有两个。这六个基座中有五个现有铜像，包括数位历史名将，君主和美国开国总统华盛顿。西北角的“第四基座”一直空缺着。近年伦敦市政府在此轮流置放一些当代雕塑作品。
特拉法加廣場是當地交通的中心樞紐，查令十字車站即位於其附近，有巴士及五條地鐵綫經此。二百多年來它一直是倫敦乃至全英国人民聚集慶祝除夕夜、圣诞节及其他節日，和舉行政治示威的場地。

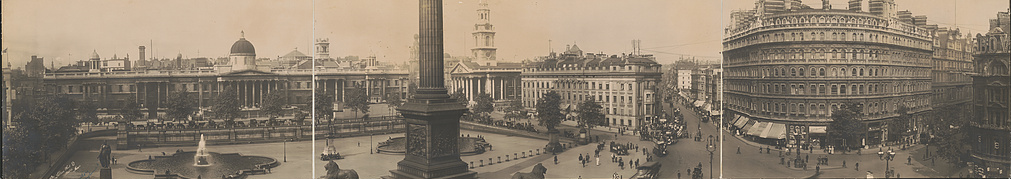
特拉法加廣場，1908年

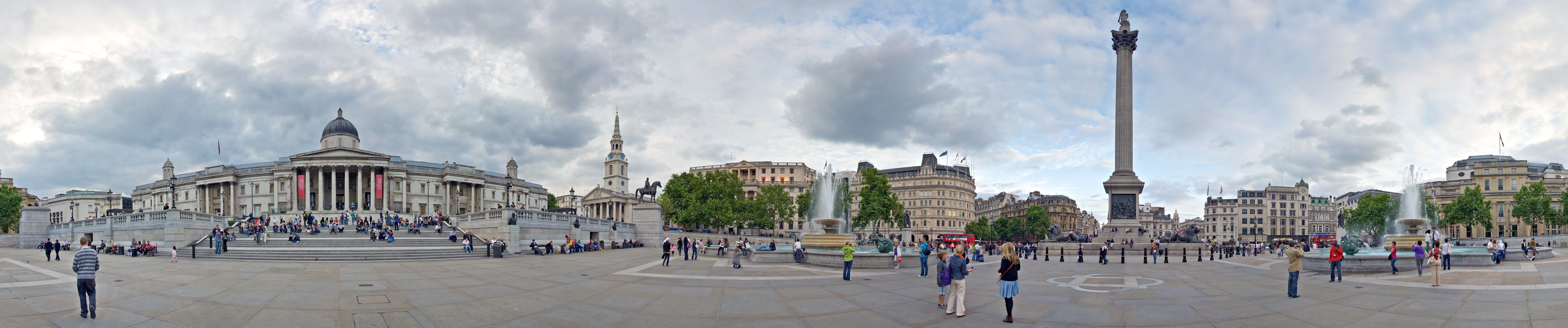
特拉法加廣場，2009年

## 字源
特拉法加廣場的名稱出自特拉法加海戰，拿破崙戰爭中英國皇家海軍打敗法國與西班牙的一場戰役，事件發生於西班牙西南部的特拉法加角。而特拉法加（Trafalgar）本身則為可以索源於阿拉伯文的西班牙詞語，從Taraf al-Ghar（طرف الغار）或 Taraf al-Gharb（طرف الغرب）演變而來，意思為有洞穴的海角或西方的海角。

## 歷史
1950年代的建築工程發掘出上一個間冰期的動物骸骨，包括穴獅、犀牛、古菱齒象和河馬。
特拉法加廣場所在地於13世紀開始已經具重大意義。於愛德華一世在位期間，當地建有皇家馬廄。從理查二世至亨利七世年間，馬廄都位處河岸街的西端，直到喬治四世將之搬遷至白金漢宮。

## 鴿子廣場

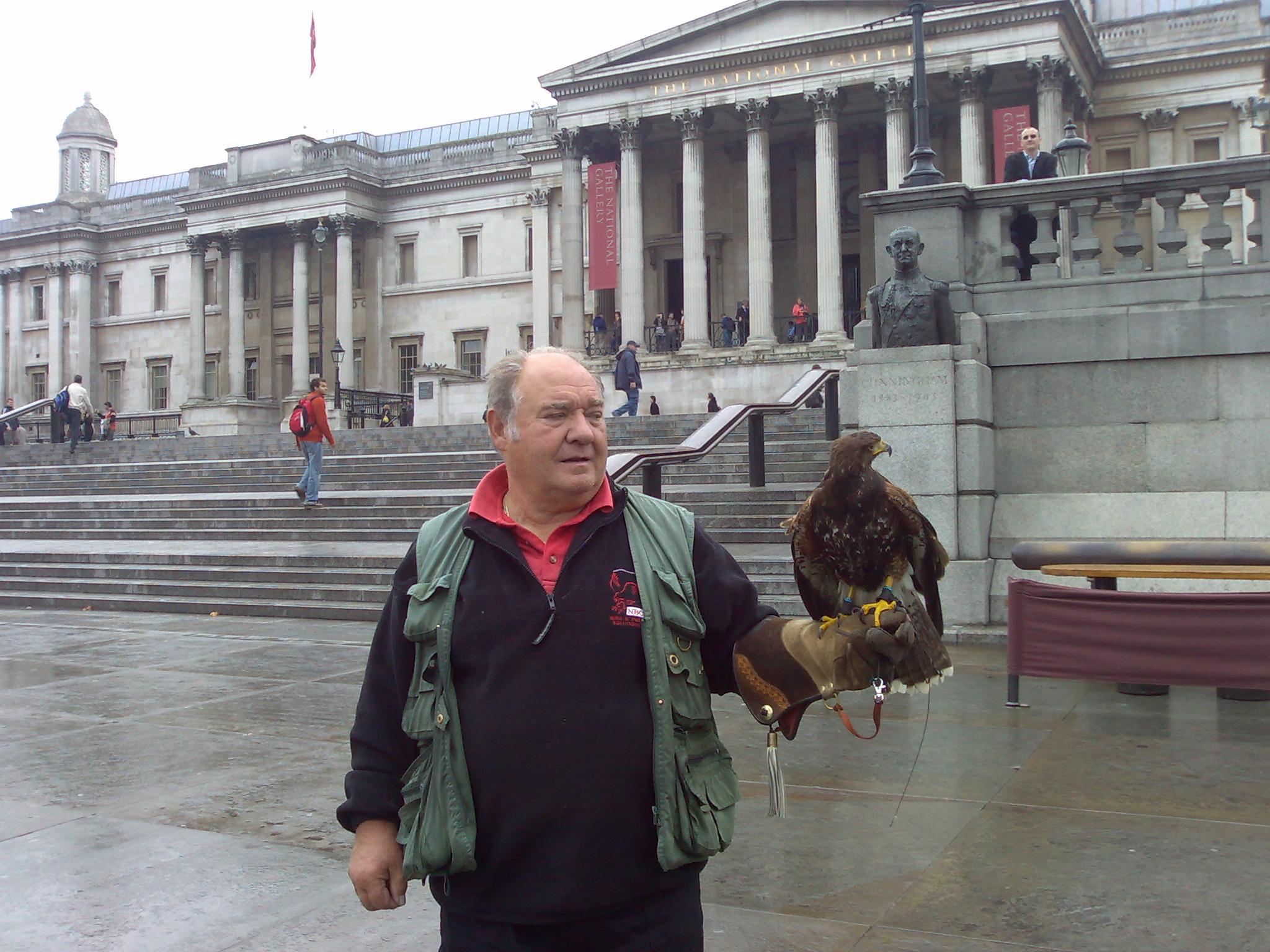
大倫敦政府的猎鹰人，用猎鹰控制鴿子。

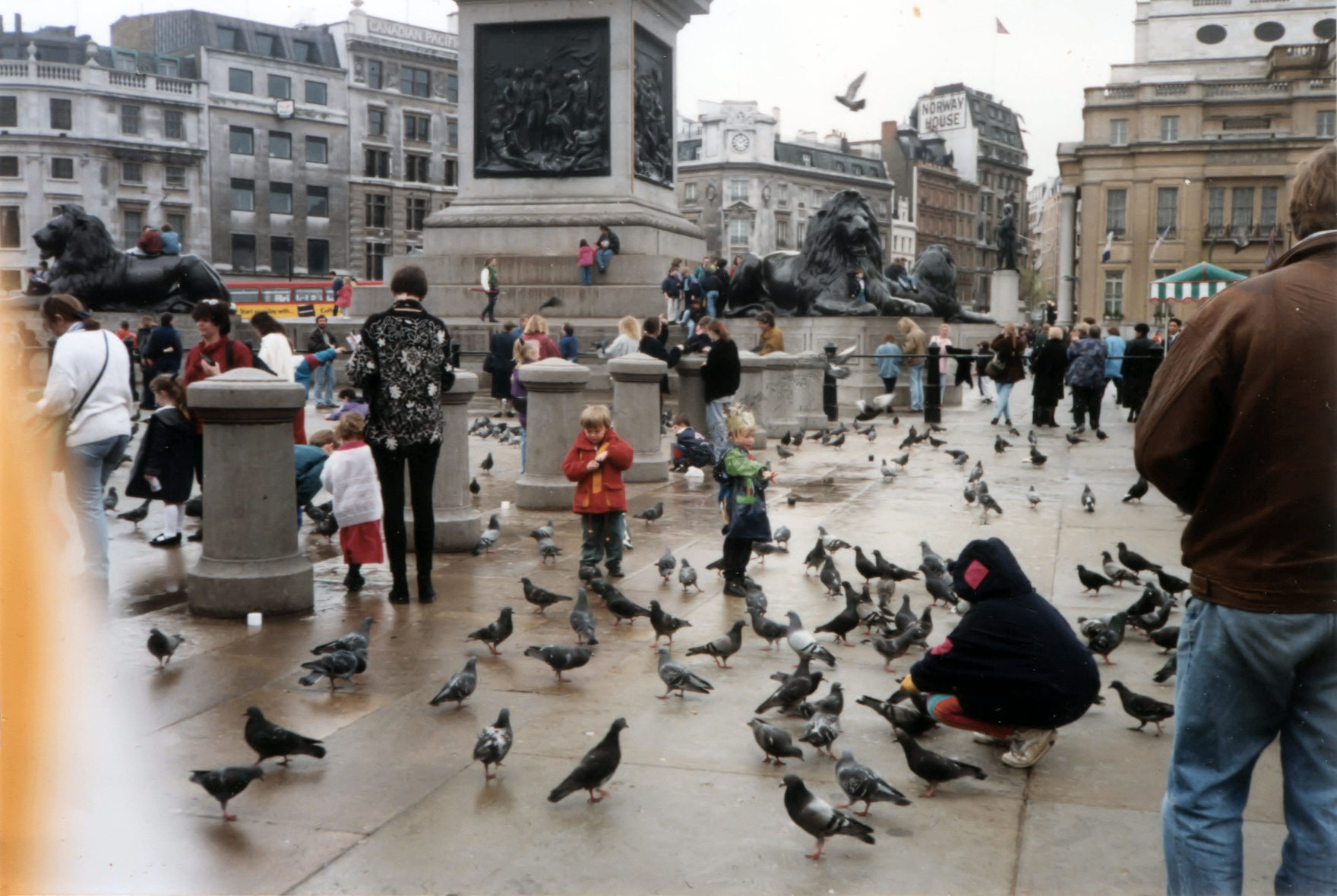
特拉法加廣場過去以鴿子成群而聞名（1993）

在過去，特拉法加廣場也因爲大群野鴿聚集而聞名，以至於在中文裏別稱“鴿子廣場”。在鼎盛時，廣場上的鴿群達35,000隻。爲了解決由鴿子帶來的公共衛生問題，從2005年開始，大倫敦政府採取了一系列措施趕走鴿群，包括禁止在廣場上售賣鳥食，及派出獵鷹在廣場上巡邏，趕走鴿子。從2003年起，大倫敦政府立法禁止在廣場上餵食鴿子。2007年，西敏市政府更立法禁止在廣場四周的道路上（包括北端的步行區）餵食鴿子。如今廣場上的鴿子已經基本絕跡。這還帶來並未料及的好處：沒有了鴿子的干擾，現在廣場上可以搭建臨時舞臺和舉辦慶典，以及用來攝製電影。這在90年代遍佈鴿子的廣場上都是不可能的。

## 外部參考
- 網上鏡頭特拉法加廣場 Webcam in Trafalgar Square （页面存档备份，存于）
- Detailed overview of sculpture at Trafalgar Square
- Fourth plinth project （页面存档备份，存于）
- Whiteread's "Monument"
- The Guardian: Mayor attacks generals in battle of Trafalgar Square （页面存档备份，存于）
- BBC on "Alison Lapper Pregnant" （页面存档备份，存于）
- Michael Pead: Photographs of Trafalgar Square & Piccadilly
- See the place on Google Map along with videos from YouTube （页面存档备份，存于）

## 伸延閱讀
- . blitzandblight.com. 12 February 2007  [14 September 2016]. （原始内容存档于8 July 2011）.
- Hackman, Gill. . Monkton Farleigh: Folly Books. 2014. ISBN 978-0-9564405-9-4. OCLC 910854593. Book includes details of the Portland stone buildings around Trafalgar Square, including St Martin in the Fields, the National Gallery and Admiralty Arch.
- Hargreaves, Roger. . London: National Portrait Gallery Publications. 2005. ISBN 978-1-85514-345-6.
- Holt, Gavin. . London: Hodder & Stoughton. 1934. OCLC 220695363.
- Hood, Jean. . London: Batsford. 2005. ISBN 978-0-7134-8967-5.